# Нестеровская (Шенкурский район)
Нестеровская — деревня в Шенкурском районе Архангельской области. Входит в состав муниципального образования «Федорогорское».

## География
Деревня расположена в южной части Архангельской области, в таёжной зоне, в пределах северной части Русской равнины, в 8 километрах на северо-востоке от города Шенкурска, на правом берегу  ручья Игишка, притока реки Вага. Ближайшие населённые пункты: на юге деревни Аршутинская и Власьевская.
Часовой пояс
Нестеровская, как и вся Архангельская область, находится в часовой зоне МСК (московское время). Смещение применяемого времени относительно UTC составляет +3:00.

## Население
| 2002 | 2010 | 2012 |
| ---- | ---- | ---- |
| 5    | ↘2   | →2   |

## История
Указана в «Списке населенных мест Архангельской губернии к 1905 году» как деревня Нестеровская (Бабина горка). Насчитывала 10 дворов, 50 мужчин и 52 женщины. В административном отношении деревня входила в состав Афанасьевского сельского общества Великониколаевской волости Шенкурского уезда Архангельской губернии.